# Illecebraceae
Illecebraceae is een botanische naam, voor een familie van de tweezaadlobbige planten. Een familie onder deze naam wordt zelden erkend door systemen voor plantentaxonomie, maar indertijd wel door het systeem van Bentham & Hooker, alwaar ze deel uitmaakte van de Monochlamydeae.
Meestal worden de betreffende planten ingedeeld in de familie Caryophyllaceae. Een vertegenwoordiger in de Benelux is de grondster (Illecebrum verticillatum).